# Atasco (Doctor Who)
Atasco (Gridlock) es el tercer episodio de la tercera temporada moderna de la serie británica de ciencia ficción Doctor Who, emitido originalmente el 14 de abril de 2007. Completa una trilogía suelta cuyas entregas anteriores fueron El fin del mundo (2005) y Nueva Tierra (2006).

## Argumento
El Décimo Doctor lleva a Martha Jones en la TARDIS al año cinco mil millones cincuenta y tres a la ciudad de Nueva Nueva York, en el planeta Nueva Tierra. Acaban en un callejón donde traficantes venden parches de humor para ayudar a la gente a soportar sus emociones. Mientras el Doctor habla con un vendedor, Martha es secuestrada a punta de pistola por una joven pareja conformada por Milo y Cheen. Una vez en su vehículo, le explican que Cheen está embarazada, y necesitan tres pasajeros adultos a bordo para usar el carril rápido de la autopista. Prometen liberarla cuando lleguen a su destino, a 16 kilómetros, lo que esperan les lleve 6 años. Cheen también menciona rumores sobre algo que vive en el carril rápido, y que los coches que bajan hasta allí desaparecen y nunca se les vuelve a ver...

### Continuidad
Este episodio concluye una trilogía suelta que comenzó con El fin del mundo y Nueva Tierra. La novicia Hame y la luna verde que aparece en los parches de humor habían aparecido anteriormente en Nueva Tierra. El episodio marca la segunda aparición de los crustáceos gigantes conocidos como los Macra, que previamente habían aparecido en el serial del Segundo Doctor The Macra Terror (1967). En Gridlock han involucionado respecto a su anterior estado más inteligente.
Alice y May Cassini son el primer matrimonio homosexual que aparece en la historia de Doctor Who.
El Rostro de Boe llama al Doctor "viejo amigo", una pista sobre la posible verdadera identidad del personaje. En El último de los Señores del Tiempo, el capitán Jack Harkness le dice al Doctor y Martha que su mote de adolescente era "el Rostro de Boe".

## Producción
En este episodio se revela el "gran secreto" que el Rostro de Boe le prometió al Doctor en Nueva Tierra: "Tú no estás solo" ("You are not alone"). Hablando de ello en Doctor Who Confidential, David Tennant dijo que Boe no mentía, pero también que el Doctor tampoco estaba equivocado acerca de ser el último de los Señores del Tiempo. En el mismo episodio, el productor Phil Collinson dijo que la revelación se revisitaría (pero no inmediatamente) y que la audiencia sabría más del Doctor y el Rostro de Boe en el proceso. No fue hasta Utopía, El sonido de los tambores y El último de los Señores del Tiempo cuando se desveló el significado de la frase y se habló de los posibles orígenes del Rostro de Boe. Según Russell T Davies en Doctor Who Magazine, este episodio era el que usaba más CGI hasta la fecha en la serie. Sin embargo, hasta La boda de River Song (2011), El fin del mundo aún tiene el récord de mayor número de escenas de efectos especiales.

## Emisión y recepción
Las mediciones nocturnas de audiencia mostraron que el episodio tuvo una audiencia de 8 millones de espectadores, que subió a 8,41 millones en las mediciones definitivas. Esto le convirtió en el programa más visto de la semana en BBC One y el séptimo en todas las cadenas británicas. Gridlock tuvo una puntuación de apreciación de 85.
Travis Fickett de IGN le dio a Gridlock un 8,4 sobre 10, calificándole como "el primer gran episodio" de la tercera temporada. Particularmente alabó la sátira de los atascos de tráfico, la interpretación de Tennant, el uso de Martha como acompañante para superar la pérdida del Doctor. Ian Berriman de SFX le dio a Gridlock 4 estrellas sobre 5. Alabó la atención al detalle del departamento de atrezzo, la aparición de los Macra y la idea del atasco de tráfico, pero pensó que quedaron muchos cabos sueltos en la trama. También llamó a Travis Oliver, el actor que interpretaba a Milo, "artificial". En Who is the Doctor, una guía no autorizada de la serie moderna de Doctor Who, Graeme Burk interpretó a Gridlock como una alegoría que no pretendía ser realista, y comentó que su punto fuerte fue el "potente" tema de los motorizados ciegos a la verdad. Dijo que "la historia divertida y de ritmo rápido con montones de porciones cómicas" funcionó en su beneficio, y que la aparición de los Macra fue un regalo para los fanes antiguos. A pesar de la popularidad de los episodios posteriores Naturaleza humana/La familia de sangre y Parpadeo, Burk pensó que Gridlock era "el candidato que más merece la pena como mejor historia de esta temporada". El coautor de Burk, Robert Smith, también lo calificó como "uno de los mejores episodios" de la serie moderna, particularmente alabando la interpretación de Tennant y Agyeman.